# (17563) Tsuneyoshi
(17563) Tsuneyoshi (1994 CC1) – planetoida z pasa głównego asteroid okrążająca Słońce w ciągu 4,38 lat w średniej odległości 2,68 j.a. Odkryta 5 lutego 1994 roku.